# Ciklopropan
Ciklopropan je cikloalkanski molekul sa molekulskom formulom , koji se sastoji od tri atoma ugljenika vezana u prsten. Svaki atom ugljenika je vezan za dva atoma vodonika. Ciklopropan i propen imaju istu molekulsku formulu ali se razlikuju po strukturi. Oni su strukturni izomeri.
Veze između atoma ugljenika ciklopropana su znatno slabije od tipične veze. Njihova reaktivnost je slična ili veća od alkena. Bajerova teorija naprezanja pruža objašnjenje. Angularno naprezanje zbog uglova od 60° između atoma ugljenika (što je znatno manje od normalnog ugla od 109.5° za veze između atoma sa sp3 hibridizovanim orbitalama) redukuje energiju veza između ugljenika, čineći ovaj molekul reaktivnijim od drugih cikloalkana poput cikloheksana i ciklopentana. Molekul takođe ima torziono naprezanje usled eklipsne konformacije njegovih vodonika. 

## Spoljašnje veze
Mediji vezani za članak Ciklopropan na Vikimedijinoj ostavi